# المعالج (فلم)
المُعالَج (The Cured) هو فيلم رعب درامي أيرلندي صدر عام 2017،من تأليف وإخراج ديفيد فراين في أول فيلم روائي طويل له. الفيلم من بطولة إليوت بيج وسام كيلي وتوم فوغان لولور، وعُرض في قسم العروض الخاصة في مهرجان تورنتو السينمائي الدولي لعام 2017.

## القصة
لقد اجتاح وباء يسمى فيروس المتاهة أوروبا سابقًا، مما أدى إلى تحويل ضحاياه إلى حالة تشبه الزومبي القاتلة. وقد تأثرت أيرلندا بشكل خاص. تم اكتشاف علاج لاحقًا، وتم علاج 75٪ من المصابين الذين قُبض عليهم، ولكن 25٪ من المصابين مقاومين للعلاج. تُعرف المجموعتان باسم المُعالَجين والمقاومين. يتم احتجاز المقاومين في الأسر، على الرغم من المخاوف العامة من أن إبقاءهم على قيد الحياة قد يؤدي إلى تفشي آخر.
سينان وكونور مريضان معالجان تم احتجازهما معًا. "ضابط إعادة التأهيل" الخاص بهما، الرقيب كانتور، ليس لديه ثقة كبيرة في أن المعالجين يمكنهم الاندماج مرة أخرى في المجتمع دون مزيد من العنف، ويعاملهم بعدوانية. يلتقي سينان بشقيقة زوجته، آبي، التي لديها ابن صغير، سيليان. تسأل آبي سينان عما حدث لزوجها، لوك، شقيق سينان، الذي لا يزال مفقودًا. يزعم سينان أنه يجهل مصيره، على الرغم من أنه تم الكشف في إحدى ذكريات سينان العديدة أن كونور أصاب سينان، الذي قتل لوك بعد ذلك، في المنزل الذي لا تزال تعيش فيه آبي. لدى المعالجين ذاكرة مفصلة لما فعلوه أثناء إصابتهم؛ يعاني الكثير منهم من اضطراب ما بعد الصدمة. لا يستطيع كونور، المحامي السابق ذو التطلعات السياسية، العثور على عمل وتنبذه عائلته بسبب أفعاله أثناء إصابته. يشكل حركة سرية تسمى تحالف المعالجين، بهدف استعادة الحريات المدنية التي فقدها المعالجون. تخطط الحكومة لقتل 25٪ (5000 مريض) الذين يقاومون اللقاح، على الرغم من تأكيدات عالم فيروسات بارز على أن لقاحًا أفضل للمقاومين يتم تطويره تقريبًا. يأخذ سينان وظيفة في المستشفى حيث يتم إيواء المقاومين، ويلاحظ أنهم لا يبدون أي اهتمام بمهاجمة المعالجين. هذا مصدر للتوتر السياسي في المجتمع، حيث يشتبه الشخص الذي لم يصاب قط بصوت عالٍ أن المُعالجين سيحبون رؤية تفشي آخر لفيروس المتاهة، حيث سيكونون محصنين إلى حد كبير ضد آثاره.
يحاول كونور تجنيد سينان في تحالف المُعالجين. يرفض سينان في البداية، ولكن بعد تجربة عداء المجتمع تجاه المُعالجين، يشارك في مهمة إشعال حريق للمجموعة. يدعي كونور أن الأهداف هي منازل غير مأهولة، لكن جنديًا يُقتل ويشتبه كانتور في سينان وكونور. يقترب كانتور من آبي في منزلها ويخبرها أن المصابين مرتبطون بطريقة تخاطرية، وأنهم يتشكلون في مجموعات مثل الحيوانات المفترسة. يقترح أن السمات المفترسة لا يتم القضاء عليها بواسطة اللقاح، وأن المُعالجن لا يزالون خطرين. يُظهر لآبي صورة لكونور وسينان يتجولان معًا عندما أصيبا بالعدوى. يبدو أن كونور يقود سينان في أعمال قتل في الصورة. يقترب كونور لاحقًا من آبي، ويعترف ضمنيًا بأنه وسينان قتلا زوجها أثناء إصابتهما بالعدوى خلال الأيام الأولى من تفشي المرض. تواجه آبي سينان وتطرده. يدرك سينان أن كونور ليس لديه أي ندم على ما فعله في الماضي وما زال يفعله. يساعد سينان كانتور في عملية سرية لاعتقال كونور بعد أن اعترف بصوت عالٍ بالحرق العمد؛ ومع ذلك، يقتل كونور كانتور بعنف ويهرب. يبدأ تحالف المعالجون خطة لتحرير المقاومين من حبسهم. ينزل المقاومون إلى الشوارع، ويقتلون ويصيبون ضحايا جدد ويسببون فوضى عارمة. يتم نشر قوات الجيش الأيرلندي. يجد سينان آبي، الذي يحاول بشكل محموم استعادة سيليان من مدرسته. ينقذ سينان سيليان لكن يواجهه كونور، الذي يضربه بوحشية. يطلق جندي النار على كونور لكنه يهرب. يعود سينان وأبي وسيليان إلى منزلهم، لكن سيليان تعرض للعض والإصابة. سينان، الذي يعلم أنه محصن، يأخذ سيليان ويخبر آبي أنه سيحافظ عليه آمنًا حتى يتوفر لقاح آخر.
بعد مرور بعض الوقت، يعلن بث الأخبار أن النظام قد استُعيد، على الرغم من أن 8000 شخص مصاب جديد أصبحوا الآن في الأسر. أثناء الإعلان، يمكن رؤية الملصقات الترويجية لكونور (كصوت تحالف المعالجين). يتم الإعلان عن أن بعض المصابين مختبئون الآن، حيث تناقش الحكومة مرة أخرى القتل الرحيم لـ 25٪ المقاومين. سينان يختبئ مع سيليان المصاب.